# Pál Pusztai
Pál Pusztai (Budapest, 4 de septiembre de 1919 - Dubrovnik, 11 de septiembre de 1970) fue un historietista húngaro, conocido por haber publicado la serie de tiras cómicas Jucika.

## Biografía
Antes de dedicarse a la historieta, Pusztai había trabajado en la Compañía de Ferrocarriles Húngaros, primero como tripulante y después como diseñador gráfico. A partir de 1955 comienza a publicar en distintas revistas nacionales, entre ellas el semanario satírico Ludas Matyi, con un estilo sintético y humorístico.
La obra más importante de Pusztai es la tira cómica Jucika (1957-1970). Su protagonista es una mujer joven de espíritu libre que se vale de su sex appeal para superar distintas situaciones de la vida diaria, normalmente en historias autoconclusivas con tres viñetas sin diálogos. Jucika fue un personaje muy popular en la República Popular de Hungría, aunque su difusión internacional en la época se limitó a algunos estados del bloque del Este. Además, Pusztai también se ocupaba de la tira militar Iván és Joe (1959-1970), protagonizada por un soldado soviético y otro estadounidense.
Pusztai falleció el 11 de septiembre de 1970, a los 51 años, víctima de un infarto mientras pasaba sus vacaciones en Croacia.
Durante décadas la obra de Pusztai no había sido reeditada. A partir de 2019, Jucika se convirtió en un fenómeno viral gracias a que varios usuarios publicaron versiones digitalizadas de sus obras en redes sociales, dándola a conocer a nivel internacional.